# Seminole Neri
Seminole neri (lingua inglese Black Seminoles) è il nome con cui viene indicata un'etnia mista afro-amerindia originatasi nella Florida del XVII secolo dalla commistione tra gli schiavi africani fuggiaschi dalle colonie britanniche del Nord-America, i cimarroni, e i nativi americani che avevano ripopolato la Florida dopo l'estinzione degli abitatori originari e che assunsero il nome di seminole, entrambi i termini derivano dalla parola spagnola cimarrones.
I Seminole neri vivevano in bande indipendenti tra loro. Alcuni combattevano come schiavi-soldato agli ordini di un capo-guerra seminole.

## Storia
Nel corso del XVII secolo, le autorità coloniali spagnole della Florida decisero d'incoraggiare l'insediamento di schiavi africani fuggiaschi nelle paludi affinché affiancassero/soppiantassero l'elemento indio onde porre un freno all'espansione verso sud delle colonie britanniche. Sin dal 1689, schiavi africani erano fuggiti dalla Carolina del Sud in Florida in cerca di libertà. Gli spagnoli li rilocalizzarono nelle loro terre dando così origine all'etnia Gullah. Nel 1693, Carlo II di Spagna garantì ai cimarrones la libertà in cambio di un servizio di milizia in supporto ai coloni spagnoli di St. Augustine (Florida). Nel 1738, quei medesimi cimarrones ottennero la libertà di costituire una propria comunità a Gracia Real de Santa Teresa de Mosé, la prima libera comunità di afro-americani sul territorio degli attuali USA.